# Matheus Ferraz
Pour les articles homonymes, voir Ferraz.
Matheus Ferraz est un footballeur brésilien né le 12 février 1985 à São José do Rio Pardo. Il évolue au poste de défenseur.

## Biographie
Matheus Ferraz joue plus de 100 matchs en première division brésilienne.
Il dispute également 10 matchs en Copa Sudamericana.

## Palmarès
- Vainqueur du Campeonato Brasiliense en 2008 avec le Brasiliense FC
- Vainqueur du Campeonato Catarinense en 2013 avec le Criciúma EC
- Vainqueur du Campeonato Pernambucano en 2017 avec le Sport Recife